# Karun Airlines
Karun Airlines (persisch هواپیمایی کارون), bis September 2017 Naft Airlines (persisch هواپیمائی نفت) ist eine iranische Fluggesellschaft mit Sitz in Teheran und Basis auf dem Flughafen Ahvaz.

## Geschichte
Karun Airlines wurde 1992 als Iranian Air Transport gegründet und trug ab 2009 den Namen Naft Airlines. Naft bedeutet übersetzt Öl und die Fluggesellschaft gehört dem Investitionsfonds der Pensionskasse der iranischen Ölindustrie Oil Industry Pension Fund Investment Company (OPIC).
Im Sommer 2016 wurde bekannt, dass die Gesellschaft von Airbus zehn neue Mittelstreckenflieger kaufen wollte. Im Vergleich zu den bis jetzt eingesetzten Flugzeugen des Typs Fokker 50 und Fokker 100 sollte die Kapazität dadurch deutlich ausgebaut werden.
Im September 2017 wurde die Umbenennung der Fluggesellschaft in Karun Airlines beschlossen.

## Flugziele
Karun Airlines fliegt von Ahvaz zahlreiche Ziele im Iran an.

## Flotte
Mit Stand Juni 2022 besteht die Flotte der Karun Airlines aus zwölf Flugzeugen mit einem Durchschnittsalter von 28,5 Jahren:
| Flugzeugtyp    | Anzahl | bestellt | Anmerkungen |
| -------------- | ------ | -------- | ----------- |
| Boeing 737-300 | 02     |          |             |
| Fokker 50      | 05     |          |             |
| Fokker 100     | 05     |          |             |
| Gesamt         | 12     | –        |             |